# Bovenveen
Bovenveen is een buurtschap in de Nederlandse gemeente Oldebroek, gelegen in de provincie Gelderland. Het ligt in het zuidwesten van de gemeente, een kilometer ten oosten van het dorp 't Harde. DSe bewoning ligt voornamelijk aan de Veenweg en bevat 104 adressen. Een groot gedeelte van deze adressen bevindt zich op bungalow park De Wyckel  de veenweg loopt uit op buurschap Mullegen.
Dorpen: Hattemerbroek · Kerkdorp · 't Loo · Noordeinde · Oldebroek · Oosterwolde · Wezep

Buurtschappen: Bovenveen · Duinkerken · Eekt · Mullegen · Posthoorn · Trutjeshoek · Voskuil · Zuideinde (deels)

Gelderland: Steden en dorpen in Gelderland      Nederland: Provincies · Gemeenten